# Max Schneider (Maler, 1903)
Max Schneider (* 5. Mai 1903 in Oelsnitz/Vogtland; † 31. Dezember 1980 in Bad Elster) war ein deutscher Maler und Grafiker.

## Leben und Werk
Schneider war der Sohn eines Oelsnitzer Teppichwebers. Nach dem Abschluss der Grundschule arbeitete er von 1918 bis 1922 in der Oelsnitzer Strickwarenfabrik Wielatt. Dann absolvierte er eine Lehre als Teppichweber bei der alteingesessenen und renommierten Firma Koch & te Kock („Halbmond-Teppiche“) und arbeitete in seinem Beruf. 1931 wurde er arbeitslos. Er nutzte die Zeit zur künstlerischen Weiterbildung an der Volkshochschule. Von 1933 bis 1936 besuchte er die Oelsnitzer Zweigstelle der Staatlichen Kunstschule Plauen. Einer seiner Lehrer war Walther Löbering. Ab 1936 arbeitete Schneider als Kolorist in der Oelsnitzer Teppichindustrie. 1937 erhielt er die offizielle Anerkennung als Kunstmaler. Von 1940 bis 1945 nahm er als Soldat der Wehrmacht am Zweiten Weltkrieg teil. Nach der Entlassung aus der Kriegsgefangenschaft arbeitete er von 1945 bis 1947 als Angestellter des Arbeitsamtes Oelsnitz. Danach war er in Oelsnitz als freiberuflicher Künstler tätig. Daneben arbeitete er von 1953 bis 1957 in Oelsnitz als Zeichenlehrer.
Schneider schuf vor allem Aquarelle, Pastelle und Zeichnungen, „idyllische Naturschilderungen mit Wäldern, Feldern, sanften Hügeln und darin eingebettete Dörfer, aber auch durch die Industrialisierung und den Bergbau veränderte Landschaften.“
Bilder Schneiders befinden sich u. a. im Zwickauer Max-Pechstein-Museum.

## Werke (Auswahl)
- Der Maler im Atelier (1965, Öl, 35 × 30 cm)[2]
- Elsterwiesenweg (Aquarell, 60 × 47 cm)[3]
- Stillleben (Öl)[4]

## Postume Einzelausstellung
- 1998/1999: Bernburg, Museum Schloss Bernburg (Malerei und Grafik)
- 2022: Zwickau, Max-Pechstein-Museum („Landschaften aus der Nähe“; mit Albert Schwarz)

## Weblink
- https://www.kunstsammlungen-zwickau.de/de/aktuelles/pressemitteilungen/2022/januar/017.php?s=f26552f26a5a6d0f2750aa84184b2a6d